# Chromidotilapia schoutedeni
 Chromidotilapia schoutedeni  ist eine Buntbarschart, die im östlichen Kongobecken, in kleinen Nebenflüssen des Lualaba vorkommt und auch an mehreren Orten im Einzugsgebiet des mittleren Kongo unter anderem bei den Boyomafälle nachgewiesen wurde.

## Merkmale
Die Fischart kann eine Gesamtlänge von 10 cm erreichen, diese Länge erreichen aber nur ausgewachsene Männchen, Weibchen bleiben etwas kleiner. Die Fische besitzen eine spitz zulaufende Schnauze und ein nur wenig gebogenes Stirnprofil. Sie sind von bräunlicher Grundfärbung und zeigen auf den Körperseiten wenige unregelmäßige und unscharf abgegrenzte dunkelbraune Bänder. Wie die Weibchen von Günthers Prachtbarsch (Chromidotilapia guntheri) besitzen die Weibchen von Chromidotilapia schoutedeni ein metallisch schimmerndes Längsband in der Rückenflosse. Außerdem zeigen sie in einigen Fällen dort und im oberen Bereich der Schwanzflosse einige größere schwarze Flecke. Bei Laichreife ist der Bauch der Weibchen rot. Rund um den Schwanzstiel haben die Fische 16 Schuppen.
Lebensweise, Ernährung und Fortpflanzungsbiologie der Fische sind bisher nicht erforscht worden. Wahrscheinlich ist auch Chromidotilapia schoutedeni ein ovophiler Maulbrüter, bei dem das Weibchen die Brutpflege übernimmt.

## Systematik
Die Art wurde im Jahr 1967 durch die belgischen Ichthyologen Poll und Thys van den Audenaerde unter der wissenschaftlichen Bezeichnung Pelmatochromis schoutedeni erstbeschrieben und nach Henri Schouteden, einem ehemaligen Direktor des Königlichen Museums für Zentral-Afrika im belgischen Tervuren benannt. Später wurde sie der Gattung Chromidotilapia zugeordnet. Chromidotilapia schoutedeni hat das östlichste Verbreitungsgebiet dieser Gattung, die übrigen Arten kommen vom Cavally an der Grenze zwischen Liberia und der Elfenbeinküste bis zur Mündung des Kongo vor, und es ist geografisch von dem der übrigen Arten getrennt. C. schoutedeni  ähnelt vom äußeren Erscheinungsbild eher einer Pelvicachromis- oder Parananochromis-Art als den übrigen Chromidotilapia-Arten. Sie ist schlanker und langgestreckter und bei den Weibchen sind die Brustflossen abgerundet, bei den Männchen sind sie zugespitzt. Dieses Merkmal ist typisch für Pelvicachromis-Arten. Im Unterschied zu den übrigen Chromidotilapia-Arten besitzt Chromidotilapia schoutedeni nur vier Sinnesporen auf der Lacrymale. In einer phylogenetischen Untersuchung der Chromidotilapiini wurde festgestellt, dass Chromidotilapia schoutedeni die Schwesterart einer Klade von Congochromis und Nanochromis ist. Für die Art muss also eine eigenständige Gattung eingeführt werden.